# 西安文理学院
34°12′59″N 108°54′26″E / 34.21652°N 108.9071°E
西安文理学院是位于陕西省西安市雁塔区的一所以文理科为主的全日制普通本科高等院校。该校由陕西省人民政府领导，西安市人民政府主办，陕西省和西安市政府共建。实行普通高等教育和成人继续教育并举的教学制度。
西安文理学院校方自称其办学历史可追溯至于1903年设立的陕西第一师范学堂，2003年由原西安联合大学和西安教育学院合并而成。学校现拥有高新、关中书院、太白三个校区。其中高新校区为该校主校区，关中书院校区为关中书院旧址，太白校区为校继续教育学院现址。截至2020年，西安文理学院有教职工1100余人，其中专任教师700余人，600余人拥有硕士及以上学位。:253

## 历史沿革
西安文理学院先后由西安联合大学、西安教育学院、西安幼儿师范学校和西安师范学校合并而成。校方称该校的办学历史可以追溯至清光绪二十九年（1903年）创办的陕西第一师范学堂。

### 陕西第一师范学堂
1903年，时任陕西巡抚升允将关中书院改为陕西第一师范学堂，其课程以中国传统思想学术为主，西方思想学术为辅。开设伦理、经学、教育学、习字等14门课程。:322民国元年（1912年）改为陕西省第一师范学校，1934年改为陕西省立西安师范学校。1938年抗日战争爆发后迁往西乡县。1939年与陕西省立西安女子师范学校合并，校名仍为陕西省立西安师范学校。1943年分为两所学校，原来学校的一部分改为西乡师范；另一部分在西安复校，以长安县的灵感寺为临时校舍。1945年11月迁回西安。:731949年5月中共攻占西安后改称陕甘宁边区师范学校，翌年恢复原名陕西省立西安师范学校。1954年和1962年先后并入陕西省技艺师范学校、户县师范学校。1963年3月撤销。1985年复校并更名为陕西省西安师范学校。:3432009年7月17日整体并入西安文理学院，成立西安文理学院初等教育学院。现为西安文理学院关中书院校区。

### 西安教育学院
西安教育学院于1952年10月成立，初建时校名为西安市中小学教师进修学校。翌年9月改名为西安市教师进修学院。1955年9月分出学校小学教师教学部，在此基础上另成立西安市小学教师进修学校。:1581965年撤销小学教师进修学校，又并回该校。翌年该校因文革爆发停办。:3451984年4月恢复成立，定名为陕西省西安教育学院。:1592003年4月与西安联合大学合并组建为西安文理学院。:161

### 西安幼儿师范学校
西安幼儿师范学校始建于1955年9月，是陕西省唯一一所专门培养幼儿园师资的学校。也是中国首批专门培养幼教师资的专业院校。当时隶属于西安师范学校。1960年2月单独成立领导机构，单独办学，但仍与西安师范学校共享校园。1962年2月从西安师范学校迁出并独立办学。1966年文革开始后停办，1977年3月恢复招生。1988年被中华人民共和国国家教育委员会评为“全国十七所重点幼师学校”之一。:218-2192006年12月并入西安文理学院，并更名为西安文理学院幼儿师范学院。:296现为西安文理学院学前教育学院。

### 西安师范专科学校
西安师范专科学校由西安市教育局于1958年创立，1963年至1977年因国家经济困难和文化大革命停办，后于1978年恢复办学，校名改为陕西师范大学西安专修科。1984年恢复原校名。1990年9月1日经中华人民共和国国家教委批准与西安大学联合组建为西安联合大学，下辖师范学院与职业技术学院。:344

### 西安大学
西安大学于1980年9月6日经陕西省人民政府批准创立，同年11月20日正式开学，是一所职业技术大学。该校实行自费走读的制度。毕业生由学校择优分配工作，不由国家统一分配。该校先后设立汉语言文学、机械设计与制造、企业管理、会计学等专业。1990年9月1日经中华人民共和国国家教委批准和西安市人民政府同意与西安师范专科学校合并组建为西安联合大学，原西安大学部分成为西安联合大学职业技术学院。:326

### 西安联合大学
西安联合大学是西安市人民政府下属的一所全日制综合大学，于1990年9月1日由西安师范专科学校和西安大学合并而成，下设师范学院和职业技术学院。:505该校以师范教育为主，旨在为西安市培养合格的中学教师以及各类高等职业技术人才。设立中文、政教、历史、外语等11个科系，11个师范教育专业和财务会计、中文秘书等总共8个非师范教育专业。:579该校办有在中国内地和海外公开发行的校刊《唐都学刊》。采用收费走读，由学校择优推荐工作的办学原则。:5052003年4月经中华人民共和国教育部批准与西安教育学院合并组建成西安文理学院。:161

### 西安文理学院
2003年4月，经中华人民共和国教育部批准，西安联合大学与西安教育学院合并组建西安文理学院。:161同年11月正式挂牌。:2762006年12月，西安幼儿师范学校并入西安文理学院，并更名为西安文理学院幼儿师范学院。:2962009年7月17日，西安师范学校并入西安文理学院，成立西安文理学院初等教育学院。西安市人民政府于2016年将西安文理学院建设成为“西安大学”的目标纳入西安市“十三五”规划。

## 校区环境
西安文理学院现有高新、关中书院和太白总共三个校区。其中校舍面积达50万平方米。高新校区为学校主校区，书院校区为关中书院原址，太白校区为继续教育学院现址。学校的高新主校区地处西安高新技术产业开发区内部，科技六路以北，太白南路以西。校园南北长约900米，东西宽约500米。在总平面规划设计时为了管理方便，根据校园地形的具体情况，校园的功能分区呈带状分布。学校分为行政办公区、院系办公及教学区等总共六个分区。学校的正门是南大门，走进学校正门后便是学校的前区广场，占地约15亩。广场东西两侧分别为学校行政办公楼和大礼堂。通过前区广场后以广场为对称主轴线，对称主轴线的东西两侧分别为教学楼和实验楼。其北端尽头即学校图书楼，图书楼位于该校占地约50亩的生态化景观绿化区当中。穿过人工湖和生态化景观绿化区即分隔院系办公及教学区、生活区、后勤保障服务区以及体育教学和体育活动区。:101

## 学术
自2003年建校以来，西安文理学院以原有的学科专业为基础，与西安市地方经济发展的需要相结合，增设新的专业，改善老专业，调整专业的结构，形成了一定的专业办学特点。:49西安文理学院于2004年5月被增列为学士学位授权单位。:271启动实施“英语+旅游管理”专业双学士学位教育试点工作，成为陕西省首批省级研究生联合培养示范工作站设站单位。:363截至2020年，西安文理学院下设13个二级学院，1个继续教育学院，1个关中书院，48个本科专业，4个省级重点学科，14个市级一流学科，13个市级一流专业。形成师范教育、文化旅游、智能制造等总共6个专业群。:253
| 教学单位名称                                     | 下辖专业                                                                                             | 网页 |
| ------------------------------------------------ | --- | ---- |
| 文学院                                           | 汉语言文学、汉语国际教育、秘书学、广告学、戏剧影视文学                                               |      |
| 外国语学院                                       | 英语、日语、翻译                                                                                     |      |
| 信息工程学院（阿里大数据学院、卫星遥感服务中心） | 计算机科学、技术和软件工程子、信息工程、物联网工程、数学与应用数学、数据科学与大数据技术             |      |
| 机械与材料工程学院                               | 机械设计制造及其自动化、材料科学与工程、自动化、机器人工程、光电信息科学与工程、智能感知工程、物理学 |      |
| 化学工程学院（检验检测中心）                     | 化学、应用化学、化学工程与工艺、食品安全与检测                                                       |      |
| 生物与环境工程学院（西安秦岭研究院）             | 生物科学、生物制药、环境生态工程、地理空间信息工程                                                   |      |
| 学前教育学院                                     | 学前教育                                                                                             |      |
| 师范学院                                         | 小学教育、应用心理学、书法学                                                                         |      |
| 经济管理学院（西安经济社会发展研究中心)          | 会计学、市场营销、经济与金融、电子商务、养老服务管理                                                 |      |
| 历史文化旅游学院（长安历史文化研究中心）         | 历史学、旅游管理、文物与博物馆学                                                                     |      |
| 马克思主义学院                                   | 思想政治教育                                                                                         |      |
| 体育学院                                         | 体育教育                                                                                             |      |
| 美术与设计学院（艺术馆）                         | 视觉传达设计、美术学（师范）、数字媒体艺术、公共艺术                                                 |      |
| 音乐学院                                         | 音乐学（师范）、音乐表演                                                                             |      |
| 继续教育学院（西安市教师发展研究中心）           | |      |

### 学术资源
西安文理学院图书馆先后由西安联合大学图书馆、西安教育学院图书馆、西安幼儿师范学校图书馆和西安师范学校图书馆合并而成。:17截至2023年12月底，学校纸质文献总量164万余册，开架图书116万余册，线装书1.6万册。电子图书总量约为152万余册，其中包括外文电子图书7472册。该校购买了CNKI、万方、维普、Springer等电子期刊，拥有网上大学堂、爱迪科森网上报告厅等视频资料库。:53

#### 唐都学刊
《唐都学刊》是一本由西安文理学院主办的哲学社会科学学术期刊，主要刊登文、史、哲、经学等学科的学术论文，囊括“汉唐研究”、“哲学研究”、“关学研究”等主要栏目，尤其关注对西部地区的历史文化、文学艺术和哲学思想新论点的扶持。该期刊创刊于1985年，1987年面向全中国公开发行，1990年进入国际标准连续出版物行列。《唐都学刊》于1999年荣获“首届全国百强社科学报”称号，2002年获“第二届全国百强社科学报”称号，并被评为“中国人文社科学报核心期刊”。:82019年11月荣获“全国高校社科精品期刊”称号。:2

#### 《西安文理学院学报（社会科学版）》
《西安文理学院学报（社会科学版）》是由国家新闻出版署批准，在中国与外国公开发行的学术理论刊物。:129主要登载文学、历史学、哲学、法学、政治学等学科的学术论文。:1110包含教师教育研究、教育教学研究、政法论坛等特色栏目。:129该期刊于2005年创刊，由1998年创刊的《西安联合大学学报》改版而成。:115该校刊于2018年11月被评为中国人文社会科学期刊AMI综合评价核心（扩展）期刊。:1110

#### 《西安文理学院学报（自然科学版）》
《西安文理学院学报（自然科学版）》是经国家新闻出版署批准，在中国与外国公开发行的综合性学术刊物，主要刊登数学、物理、化学、机电、计算机科学等领域的学术论文。该期刊于1998年创刊，:1082005年改为现名。:116该校刊先后荣获陕西省优秀科技期刊一等奖、陕西省高等学校优秀学报等奖项，被万方数据库、中国期刊网等全文收录，被《乌利希期刊指南》收录。:108

### 学术成果
西安文理学院于2017年有三个科研中心申报市级科研平台，包括物联网应用工程实验室、生态工程研究中心和环境与食品安全检测工程研究，其中物联网应用工程实验室建设项目被西安市发展和改革委员会批准立项。:2602018年获批2个市级重点实验室，与西安市教育局联合成立“西安市教师发展研究中心”，与阿里巴巴网络技术有限公司等公司和部门共建“阿里云大数据应用学院”。:250截至2020年，西安文理学院拥有1个国家级众创空间、2个省级重点实验室、7个省级实验教学示范中心、3个省级人才培养模式创新实验区、3个市级重点实验室。:253该校截至2022年与西安交通大学、陕西师范大学、电子科技大学等高校联合培养研究生，共计培养500余人。

## 学校文化
西安文理学院的书院校区位于关中书院内。关中书院是明清两代陕西省的高等学府，由明朝思想家、教育家冯从吾开设。于2009年与西安师范学校一起并入西安文理学院。从此关中书院与西安文理学院便有了深厚的历史渊源，并影响了西安文理学院的办学理念。西安文理学院为此开始发扬与传承“关学”精神，于2005年将冯从吾墓碑立于其主校区田径场边的花园中。2019年创办冯从吾话剧，此后该话剧每年在全国各地公演，以此散播关学精神，丰富其校园文化。:234-235

## 对外交流
西安文理学院早年先后接收部分来自佛教大学、杜肯大学教育学院的学生来校留学，与京都造形藝術大學等学校建立了合作关系，并互派留学生以及教师。还长年聘请外籍教师来校进行讲学。:136截至2019年，西安文理学院与世纪大学、马来亚大学、沙巴大学、思特雅大学、马来西亚理科大学签订合作备忘录，在教师互访、学生交流以及合作办学等方面展开深度合作。截至2024年3月，该校在泰国的斯巴顿大学、易三仓大学等10几所学校和教育机构建立多个实践教学基地。有近400名学生前往东南亚地区进行实习。:66-67
西安文理学院2020年留学生人数达87人。该校在2019-2020学年与英国、俄罗斯、白俄罗斯、日本等国的高校签署谅解备忘录，共选派20名学生前往美国、英国、日本、香港、台湾等国家和地区的境外高校参加学分和学位项目。

## 知名校友
- 符浩：中华人民共和国外交部原副部长，曾于原西安师范学校就读。[网 10]
- 康震：北京师范大学文学院教授、博士生导师，原西安联合大学1993届汉语言文学专业毕业。[网 11]